# 韋格替蜥
韋格替蜥（學名：Weigeltisaurus）是鳥首龍目爬行動物的一屬，生存於二疊紀的馬達加斯加，約2億8000萬年前。韋格替蜥的肋骨從身體兩旁延伸出來，並連接者皮膚，可讓牠們滑翔。韋格替蜥的外表類似蜥蜴，頭後方有非常小的皺摺，將頸部大部分覆蓋住。韋格替蜥可能跟空尾蜥是同種動物。